# 同形字
同形字又稱重形字，最广义的同形字就是寫法（字形）相同义项不同的字即可称为同形字（参见一詞多義）。但也有学者不认同这种宽泛的定义，一部分学者认为“同形字”必须写法相同读音不同（参见多音字）才算同形字，还有一部分学者认为“同形字”必须写法相同字源不同才算同形字。

## 定义
学术界对同形字的定义有争议，但学者的观点大都相似观点如下：
- 张双棣在《古代汉语知识教程》中指出：“同形字指字形结构相同而表示的却不是一个词，即为不同的词造出形体结构相同的字。”
- 徐勤利在《现代汉字中的同形字》一篇中则认为：“在现代汉语中共同使用，形体相同，但是在意义上或用法上不同，我们称之为‘同形字’。”
- 裘锡圭则在《文字学概要》中提出：“不同的字如果字形相同，就是‘同形字’。”对此他又从同形字的范围进一步划分为广义同形字和狭义同形字。

漢字和其他语言的词汇一样，有三個面向：「形音義」，一部分人认为只要其中一項不同已可視為不同字，例如「生長」之「長」與「長短」之「長」讀音意義皆不同，嚴格來說是兩個字，只是寫法相同，就是重形字。但另外一部分人认为，在造字的时候并不知道另一个字，偶然造字相同，或者因文字演变，一个字的字形变化之后与另一个已有字字形相同，才能算作“同形字”，若两个义项字源相同，不应当视作同形字。例如：汉字“芸”与日本汉字（日语中为舊字體的简化字）是同形字；“胄”字有两个来源：一个从肉由声（胄），本义表示有血统联系的后裔；一个从月由声（冑），本义指甲胄（头盔），隶变以后，两个字逐渐同形；化學上的新造字“烷”在古书中也有，意为“火”（见《汉语大字典》），这就是偶然巧合的同形字。而「生長」之「長」與「長短」之「長」实际上是同一个词语的形态变化，一个做动词，一个做形容词，因此用同一个字表示，一部分人认为算不上“同形字”。
汉字中的假借字是否算作同形字也有争议，例如，「自」（象形）原為「鼻」的初文，假借作「自己」義後兩字重形，加「畀」為聲符產生分化字或後起字「鼻」。一部分人认为假借字是已知该字存在，借用其形来记读音相同或相近的义项，不是独立造字，而是一种用字法，不应视为“同形字”。
中國大陸推行漢字簡化時，產生了大量重形字，如「臘」之簡化字「腊」與原解作小動物整體製成之肉乾之重形。
此外如「發」、「髮」合併為「发」，「鬆」、「松」合併為「松」，間接變成同形字。
現代電腦字元編碼多數只根據字形編碼，如前述之「長」只會編配一個碼位，有些如中文資訊交換碼則嚴格按照「形音義」原則編碼，如前述之「長」會編配兩個碼位，這樣找尋異體字時會較方便，但亦有「一字多碼」之問題。

## 西方
在西方文字，由於字源原因有許多同形字，例如西里爾字母的小楷а（U+0430）和拉丁字母、即英文的a（U+0061），在許多字型中都看不出有甚麼不同。於是，入侵者便可用此來欺騙用戶。這稱為同形異義字欺騙。